# Fléty
Fléty este o comună în departamentul Nièvre din centrul Franței. În 2009 avea o populație de 127 de locuitori.

## Evoluția populației
| An        | 1975 | 1982 | 1990 | 1999 | 2006 | 2009 |
| --------- | ---- | ---- | ---- | ---- | ---- | ---- |
| Populație | 240  | 225  | 183  | 142  | 139  | 127  |